# Gavin Henson
Gavin Lloyd Henson (Pencoed, 1 de febrero de 1982) es un exjugador de rugby galés que se desempeñaba como centro. Fue internacional con los Dragones Rojos de 2001 a 2011.

## Vida personal
Su relación con la cantante Charlotte Church ha sido bien cubierta por los medios de comunicación en el Reino Unido. El 20 de septiembre de 2007, Church dio a luz a una niña, llamada Ruby Megan Henson. El 11 de enero de 2009, Church dio a luz al segundo hijo de la pareja, un niño llamado Dexter Lloyd Henson. El 31 de mayo de 2010, Henson y Church anunciaron el final de su relación, solo dos meses después de haber anunciado su compromiso.

## Selección nacional
Es uno de los grandes jugadores, junto a Gary Teichmann y otros, que nunca disputaron una Copa del Mundo. En total jugó 33 partidos y marcó 130 puntos.

### Lions
Los British and Irish Lions, a cargo de Clive Woodward, lo seleccionaron para disputar la Gira a Nueva Zelanda 2005. Henson jugó el segundo test match contra los All Blacks como titular y no marcó puntos. Este tour está considerado el peor de la historia porque los Lions fueron destrozados 3–0; perdieron todos los partidos por 20 puntos, estuvieron débiles en la defensa y se los vio muy desordenados tácticamente.

## Palmarés
- Campeón del Torneo de las Seis Naciones de 2005 y 2008.
- Campeón de la Premiership Rugby de 2010–11.
- Campeón del Pro14 de 2004–05 y 2006–07.
- Campeón de la Anglo-Welsh Cup de 2007–08.
- Campeón de la Premier Division de Gales de 2000–01.
- Campeón de la RFU Championship de 2015–16.